# Spargania leucocyma
Spargania leucocyma är en fjärilsart som beskrevs av W. Warren 1907. Spargania leucocyma ingår i släktet Spargania och familjen mätare. Inga underarter finns listade i Catalogue of Life.